# Téglás Károly
Téglás Károly (Sepsiszentgyörgy, 1864. március 15. – Budapest, 1916. július 30.) állami főerdő-tanácsos, erdészeti főosztály főnök, földművelési minisztériumi tanácsos, Téglás Gábor főreáliskolai tanár testvéröccse.

## Élete
Tanulmányait Déván a főreáliskolában végezte, mire 1882-ben a selmecbányai főiskolába ment erdészeti hallgatónak. Azután a szinevérpolyánai uradalom átvételét eszközölte, melyet az állam akkor vásárolt meg, majd az ott szervezett erdőtisztségek egyikét töltötte be. 1885-ben műszaki díjnok, 1885-86-ban egyéves önkéntessége idején a háromszéki Erdővidék tölgyezéseinek növési viszonyait tanulmányozta. 1887 októberétől 1888 novemberéig erdőgyakornok volt Zsarnócán. Az államvizsgát letéve, 1890 májusában a selmeci Akadémia asszisztense lett Fekete Lajos tanár mellett s ott főleg az erdészetre káros gombák tanulmányozásával foglalkozott. Ilyen irányú dolgozata az Erdészeti Lapokban jelent meg. Egy ideig az erdőhasználattan tanszékén helyettesi minőségben előadásokat is tartott. 1895 őszén Brassóba alerdőfelügyelőnek nevezték ki. 1898 végén a községi erdőbirtokok részére szervezett erdőhivatal élére került erdőmesteri minőségben. 1904 nyarán a Selmecbányai főiskolához az erdőhasználati tanszékre neveztetett ki erdőtanácsosi minőségben; 1908-tól mint főerdőtanácsos a földművelési minisztériumban az erdészet gazdasági ügyeit intéző osztály vezetője volt.
Önálló kutatásai a hazai (Erdészeti Lapok, Magyar Erdész) és külföldi szaklapokban és kisebb röpiratokban jelentek meg.

## Munkái
- Erdővédelemtan. 87 ábrával. Selmeczbánya, 1893.
- Előadói tervezet az országos erdészeti egyesület által a legelőgazdasági törvény megalkotása érdekében teendő javaslathoz. Bpest, 1905.

## További irodalom
- Csáky Károly: Híres selmecbányai tanárok. Dunaszerdahely, Lilium Aurum, 2003.
- Magyar életrajzi lexikon I-II. Főszerk. Kenyeres Ágnes. Bp., Akadémiai Kiadó, 1967-1969.
- A Pallas nagy lexikona, az összes ismeretek enciklopédiája. 1-16 k. (17-18. pótk. Szerk. Bokor József). Bp., Pallas-Révai, 1893-1904.
- Új magyar életrajzi lexikon. Főszerk. Markó László. Bp., Magyar Könyvklub.